# Валашковці
Валашковце або Валашківці (словац. Valaškovce) — військовий полігон (словац. vojenský obvod) в окрузі Гуменне, Пряшівський край (східна частина), межі якого відповідають межам військового тренувального ареалу (словац. vojenský výcvikový priestor) «Камениця-над-Цирохою», де розташований і адміністративний центр, так званий Військовий повітовий уряд (словац. Vojenský obvodný úrad).
Площа полігону становить 11 923 га. Протікають річка Камениця; Йовсянський потік; Кам'яний потік і Кусін
Створений 1937 року в кадастрі села Валашківці, мешканців (49 хат) якого було виселено в місто Гуменне, у частину «За водоу», яку до цього часу місцеві називають «Валашковце». На місці колишнього села залишилась церква, цвинтар та сліди присадибних ділянок.